# Стёрмер, Карл
Карл Фредрик Мюлерц Стёрмер (норв. Fredrik Carl Mülertz Størmer; 3 сентября 1874 — 13 августа 1957) — норвежский математик и физик. Его дядей был Фредрик Стёрмер.
Иностранный член Лондонского королевского общества (1951), член-корреспондент Французской академии наук (1947), иностранный член-корреспондент Российской академии наук (1918), почётный член Академии наук СССР (1934).

## Карьера
В 1898 году получил научную степень в Университете Осло, с 1903 года работал в нём профессором математики. С 1905 года был редактором журнала Acta mathematica, с 1918 года возглавлял Норвежское математическое общество. Несколько раз выступал на Международных конгрессах математиков, в том числе делал пленарные доклады, занимал пост председателя организационного комитета 10-го конгресса, проходившего в 1936 году в Осло.
Стёрмер известен благодаря своим работам по теории чисел и полярному сиянию. С 1903 года, узнав о работах Кристиана Биркеланда, пытался дать математическое описание движению заряженных частиц под влиянием магнитосферы Земли и посвятил этому более 48 статей. В этих работах использовал приём, который известен как метод Штёрмера или интегрирование Верле. Предсказал существование радиационного пояса магнитосферы Земли.
Похоронен на Западном кладбище Осло.